# Partido de los Jóvenes
El Partido de los Jóvenes (en rumano: Partidul Oamenilor Tineri; POT) es un partido político rumano, fundado por Anamaria Gavrilă, que había dejado anteriormente la Alianza para la Unión de los Rumanos (AUR).

## Historia
Fue fundado el 31 de julio de 2023. Participaría por primera vez en las elecciones locales celebradas en 2024, donde ganó 11 concejalías. En las elecciones parlamentarias, el partido obtuvo veinticuatro diputados y siete senadores.
En vísperas de las elecciones presidenciales de 2024, el partido propuso postular a Anamaria Gavrilă como candidata, pero luego desistió y decidió apoyar a Călin Georgescu después de una encuesta interna. En las elecciones presidenciales de 2025, el partido decidió apoyar a George Simion, tras la anulación de la candidatura de Georgescu por parte de las autoridades electorales.

## Ideología
El Partido de los Jóvenes ha sido descrito como de extrema derecha, soberanista, anti-establishment, nacionalista, pro-Trump y populista de derecha. Se opone al derecho al aborto y promueve la controversia de las vacunas. Se declara a sí mismo como partidario de lo tradicional y los valores cristianos. Apoya la economía de libre mercado.
Varias organizaciones y líderes políticos consideran que el partido es euroescéptico, aunque Anamaria Gavrilă declaró "fuimos y seguiremos siendo europeos". Fue acusado de falta de transparencia financiera y se sospecha que tiene vínculos con grupos de influencia sombríos.
POT se define a sí misma como de centroderecha. El partido no presenta una plataforma política clara, sino que solo apoya la "misión rumana". El POT es conocido en los medios rumanos como el "nuevo AUR" y critica duramente a los partidos PSD y PNL.